# Libelle (Messtechnik)

Die Libelle in einer Wasserwaage

Als Libelle (lat. kleine Waage) wird in der Messtechnik eine mit einer Flüssigkeit und einer Luft- bzw. Gasblase gefüllte, schwach gebogene Kunststoff- oder Glasröhre bezeichnet, die zur Überprüfung der horizontalen bzw. vertikalen Lage von Gegenständen, Instrumentenachsen oder Messlinien dient. Häufigste Anwendung ist die Wasserwaage. In der Geodäsie werden Libellen zur genauen Horizontierung der Messinstrumente (Theodolite, Tachymeter) verwendet.

## Geschichte
Nachweislich entwickelte der Franzose Melchisédech Thévenot um 1660 ein mit Flüssigkeit gefülltes Glasröhrchen, das eine Luftblase enthielt und leicht gekrümmt war. Damit war das Prinzip der heutigen Libelle gefunden – der Grundstein für einfaches Ausrichten von Gegenständen war gelegt.
Erwähnt wird das Gerät aber bereits 1558 im Werk L’histoire entière des poissons von Guillaume Rondelet, der den Namen Libelle für das heute so genannte Insekt vorschlägt und es mit einem Gerät vergleicht, das Architekten benutzen. Er vergleicht das Insekt mit dem Hammerhai (italienisch libella), was zum Namen des Insektes wie des Geräts führte. Die Bauart der von Rondelet erwähnten Geräte ist aber unbekannt. Es ist anzunehmen, dass der Name libella für den Hammerhai auf das Bild einer Waage zurückgeht.

## Funktion

Funktionsprinzip der Libelle

Der Hohlraum, in dem sich Flüssigkeit und eine Gasblase befindet, ist auf der Oberseite leicht mit einem definierten Radius gewölbt, so dass die Gasblase durch ihren Auftrieb immer an der höchsten Stelle aufschwimmt (12-Uhr-Stellung). In der Regel sind zwei Markierungen (Ringe aus brüniertem Federstahldraht) in dem transparenten Körper, links und rechts zur Mittellage, angebracht. Liegt die Gasblase genau zwischen den beiden Markierungen und ist die Libelle richtig justiert, so befindet sich der zu prüfende Gegenstand in der horizontalen bzw. vertikalen Lage. Den Punkt, an dem die Blase dann steht, nennt man Normalpunkt. Der Spielpunkt einer Libelle in Verbindung mit einer Achse ist der Punkt der Libelle, an dem die Blase steht, wenn die Achse senkrecht steht bzw. waagerecht liegt. Ist die Libelle richtig justiert, sind Normalpunkt und Spielpunkt identisch.
Die Blase entsteht bei der Herstellung. Meistens wird als Flüssigkeit Ethanol oder Diethylether verwendet und heiß bis zum Rand in den Hohlraum dieses Glaskörpers eingefüllt und direkt zugeschmolzen. Beim Abkühlen entsteht durch das Zusammenziehen der Füllung eine Blase aus dem Gas der Füllung. Die Flüssigkeit wird heute meist eingefärbt, damit die Blase besser, auch bei ungünstigen Lichtverhältnissen, erkennbar ist als bei der früher üblichen farblosen Füllung.

## Arten
Man unterscheidet zwei Libellenbauformen, die Röhrenlibelle oder Verkantlibelle zur Ausrichtung in einer Dimension und die Dosenlibelle für zwei Dimensionen.

### Röhrenlibelle

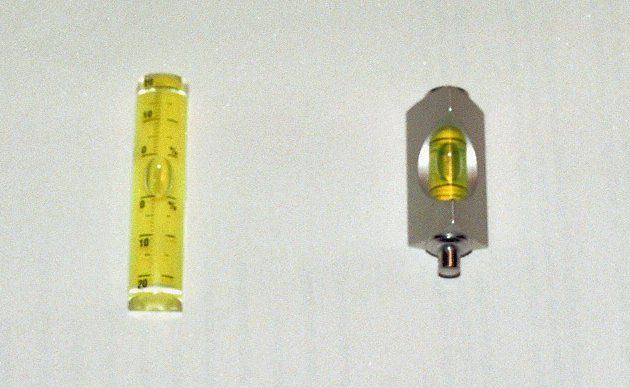
Zwei Libellen (rechts mit Aufhängung für Montage)

Die Röhrenlibelle wird meistens in relativ geringer Qualität für den Bau von preiswerten Wasserwaagen verwendet (siehe Foto). Trotzdem sind diese für die meisten Benutzungsfälle ausreichend genau. Mit einer einfachen Skala bedruckt kann eine Röhrenlibelle auch zur direkten Messung von Gefällen benutzt werden.
Anders liegt die Anforderung, wenn die Röhrenlibelle zur Feinausrichtung optischer (geodätischer) Geräte verwendet werden soll. Der Glaskörper ist tonnenförmig ausgeschliffen und bildet nach oben einen gleichmäßigen Kreisbogen. Je größer der Radius, desto genauer ist die Röhrenlibelle. Die Genauigkeit einer Röhrenlibelle (Libellenangabe) bestimmt auch die Genauigkeit der Messinstrumente, sofern diese nicht mit einem Kompensator ausgestattet sind.

Neben der Wasserwaage tritt die Röhrenlibelle auch noch in anderen Bauformen auf:
- Kreuzlibelle (zwei Röhrenlibellen um 90° versetzt für präzise Einstellarbeiten)
- Setz-, Reit- oder Hängelibelle (separate Röhrenlibelle zum Aufsetzen, meist sehr hoher Schliffradius)
- Koinzidenzlibelle (durch Verwendung von Prismen wird eine genauere Einspielung ermöglicht)
- Messlibelle (festgelegte Einteilung auf der Libelle lässt direkt Neigung messen)
- Wendelibelle
- Einspiellibelle

#### Anwendung der Röhrenlibelle

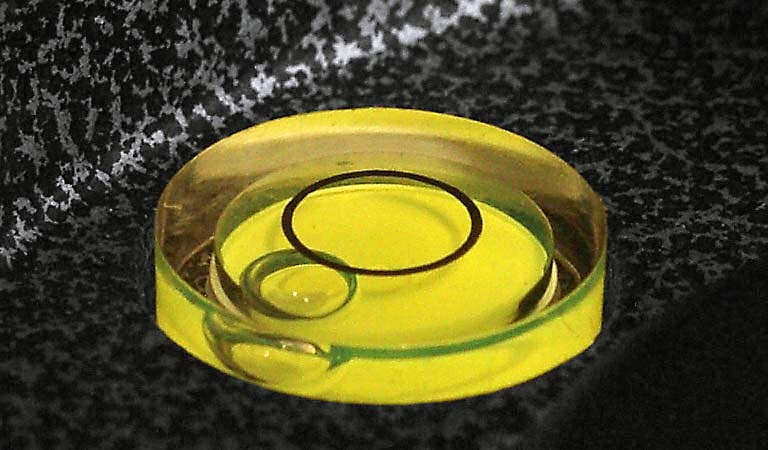
Dosenlibelle an einem Fotostativ

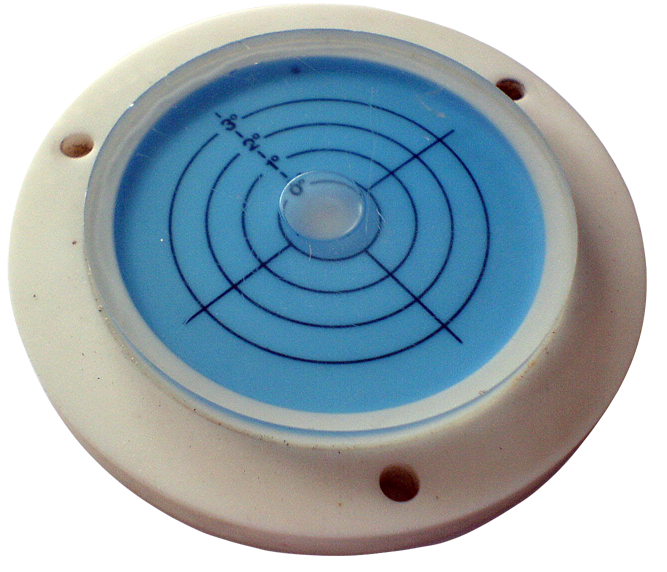
Dosenlibelle zum Ausrichten eines Kranwagens (Ø Dose ca. 75 mm)

Meistens hat ein optisches Gerät drei Horizontier- oder Fußschrauben. Man dreht es so, dass die Röhrenlibelle parallel zu zwei dieser Schrauben steht, und lässt die Libellenblase mittels der Horizontierschrauben, indem man sie immer nur gegeneinander dreht, genau in der Mitte M einspielen. Dann wird das Gerät 180° um die Vertikalachse gedreht und die Libelle kontrolliert: ihre Blase müsste genau in der Mitte stehen. Jetzt dreht man das Gerät um 90°, das heißt die Libelle steht senkrecht zu den beiden bereits eingestellten Fußschrauben. Man wiederholt den Vorgang, indem man nur die 3. Schraube einstellt. Nicht vergessen: zur Kontrolle erneut um einen Halbkreis drehen.
War die Libelle eingespielt und weicht die Blase nach 180° Drehen von der Mitte ab (Punkt D), ist die Libelle oder das optische Gerät dejustiert. Präzises Messen ist dennoch möglich: man spielt die Blase genau zwischen D und M ein und überprüft es durch Zurückdrehen um 180° (die Mittelstellung D-M bleibt erhalten). Zuletzt wird dieser Vorgang bei quer stehender Libelle (90 und 270°) mit der 3. Schraube abgeschlossen. Wenn die Röhrenlibelle zwei  Rektifizierschrauben hat – und man selbst 5–10 min Zeit – kann man sie justieren. Dabei wird die andere Hälfte von D-M während des Horizontier-Vorgangs weggestellt, also die Libelle gegenüber dem Gerät geringfügig gekippt. Oft genügt dafür eine Zehnteldrehung. Die Röhrenlibelle wurde in der Geodäsie vorwiegend bei Libellennivellieren und Theodoliten verwendet. Dabei unterschied man zwischen Nivellierinstrumenten norddeutscher und süddeutscher Bauweise. An letzterer befindet sich eine Kippschraube am Fernrohr, an dem eine Röhrenlibelle befestigt ist.

#### Setzlibelle
Als Setzlibelle wird eine Röhrenlibelle bezeichnet, die auf beliebige Flächen aufgesetzt werden kann. Sie ist meist auf einer glatten Metallfläche montiert und kann durch eine Justierschraube genau parallel zu dieser eingestellt werden (Umsetzmethode).
Verwendet werden Setzlibellen u. a. bei der Einrichtung von Maschinen, hochpräzisen Bauteilen oder zur Horizontierung spiegelnder Platten (künstlicher Horizont) für die Messung von Höhenwinkeln.
Die im Alltag und im Bauwesen oft eingesetzte Wasserwaage ist im Prinzip auch eine Setzlibelle, nur liefert sie statt einer Genauigkeit im Bereich einiger Bogensekunden meist nur etwa ± 0,1 Grad (1–2 mm auf 1 Meter).

### Dosenlibelle
Die Dosenlibelle wird zur Grobausrichtung in zwei Dimensionen benutzt, z. B. beim Aufbau des Stativs optischer Geräte, und besteht aus einem Glasgefäß, das nach oben kugelförmig rund ausgeschliffen ist und nach oben mittig darüber eine oder zwei Markierungskreise hat. Beim Horizontieren ist daran zu denken, dass sowohl die Libelle als auch das Messinstrument dejustiert sein könnte, daher und für eine höhere Genauigkeit sollte man das Messinstrument um die vertikale Achse drehen und prüfen, ob sich die Libellenblase bewegt. Tut sie es, kann man sich
- ihren Spielpunkt merken bzw. markieren, oder
- die Horizontierung nach Drehung um 180° mit der ersten mitteln
- Hat die Dosenlibelle kleine Justierschrauben, kann man sie justieren.

#### Anwendung der Dosenlibelle
- Stativ für astronomisches Fernrohr, Videokamera oder Panoramafotos
- Unterbau von geodätischen Messinstrumenten (Nivelliergerät, Theodolit, Tachymeter, Messkamera und so weiter)
- fotogrammetrische Aufnahmesysteme wie Luftbildkameras
- Lotstäbe für EDM-Prismen oder GPS-Empfänger
- Lattenrichter für Messlatten
- Ausrichten einer militärischen Feldküche auf unebenem Untergrund
- Ausrichten eines Kranwagens
- Ausrichten von Hubrettungsgeräten (Drehleiter, Teleskopmastbühne)
- Bohrmaschinen und Akkuschrauber
- Nivellierung von Spieltischen (Airhockey, Billard etc.) und Luftkissenbahn (Physikexperimente)
- Ausrichten von Waagen zur Massebestimmung.

## Genauigkeit
Die Empfindlichkeit von Libellen, die man als Angabe bezeichnet, wird als Parswert angegeben. Das ist jener Winkel, um den die Libelle geneigt werden muss, damit sich die Blase um 2 mm (= 1 Pars) verschiebt. Der Bezug der Empfindlichkeitsangabe auf 1 Pars kommt daher, dass bei Röhrenlibellen die einzelnen Striche der Strichteilung diesen Abstand haben. Der früher übliche Abstand von 1 Pariser Linie (2,256 mm) wurde im 20. Jahrhundert auf 2 Millimeter umgestellt.
Die Empfindlichkeit der Röhrenlibelle hat dabei direkten Einfluss auf die Genauigkeit der Messinstrumente. Vor der Entwicklung des Kompensators erfolgte zum Beispiel bei Nivellierinstrumenten die Horizontierung des Zielstrahls allein durch Libellen. Durch die Empfindlichkeit der Libellen ließen sich die Instrumente klassifizieren. Bei einer Libellenangabe von 10″ (Winkelsekunden) sprach man vom Präzisionsnivellier, bei 60″ vom Baunivellier. Letztere bedienen sich aufgrund ihrer geringen Genauigkeitsanforderung immer noch der Libelle.
Die Blasenlänge der Röhrenlibelle ist abhängig von der Temperatur, weshalb langgestreckte, präzise Horrebow- oder Hängelibellen ein Kompensationsgefäß besitzen. Bei einer einseitigen Erwärmung tritt ein Temperaturgradient in der Flüssigkeit auf, der die Luftblase etwas zur wärmeren Seite verschiebt. Dieser Einspielfehler ist besonders bei geodätischen Feinmessungen zu beachten, etwa indem die Libelle bei Sonnenschein beschattet wird.
Röhrenlibellen von Theodoliten haben meistens Angaben von 10 bis 30″ und sind auf etwa 0,2 Pars ablesbar. Sie sind etwa 5- bis 10-mal empfindlicher als Dosenlibellen, die eine Angabe von etwa 5′ (Winkelminuten) haben. Es gibt aber auch empfindlichere (1′) und trägere Dosenlibellen (beispielsweise 0,5° für kleine nautische Geräte).
Empfindlichste Röhrenlibellen erlauben das Einstellen z. B. von Teleskopen auf besser als 1″, was einer Messabweichung von 4,8 mm bei einer Entfernung von 1 km entspricht. Solche Libellen werden beim Horizontieren geodätischer Geräte kaum benötigt, da beim Kompensatornivellier ein pendelndes Prisma den Restfehler klein hält, und beim Theodolit die meistens recht flachen Höhenwinkel die Wirkung des Stehachsfehlers auf die Richtung begrenzen.
Für Sonderanwendungen gibt es Reiterlibellen, die auf die Kippachse oder die Alhidade aufgesetzt werden (Parswerte 1–10″). Sie erübrigen sich heute teilweise, weil Neigungs-Sensoren (siehe unten) ebenfalls genauer als 1″ arbeiten.
Für große Universalinstrumente wie den Wild T4 und Messgeräte der Astronomie gibt es Hängelibellen. Das Horrebow-Niveau wird ans Zielfernrohr angeklemmt, um eine auf 0,1″ konstante Zenitdistanz zu garantieren.

## Alternativen
- Für horizontale Ausrichtungen größeren Maßstabs eignet sich eine einfache Schlauchwaage.
- Vor den Libellen gab es das Lot, mit dem man indirekt über einen rechten Winkel auch die Horizontale ermitteln kann (Setzwaage). Für Staumauern gibt es lange Schwimm- und Gewichtslote mit mm-Genauigkeit.
- Mit Neigungsmessern (Klinometer) kann man Vertikalwinkel messen.
- Gravimeter, die zur Bestimmung der Schwerebeschleunigung dienen, kann man zum Horizontrieren benutzen.
- Elektronische Libelle – mit diesem missverständlichen Namen für Schwerkraft- oder Neigungssensoren sind neuere Instrumente mit elektrischem oder elektro-optischem Abgriff der Messwerte gemeint. Als erste dieser Art kam um 1975 Talyvel auf den Markt. Der Sensor reagiert wie bei der Libelle auf das Erdschwerefeld, ist aber meistens als spezielles Pendel ausgeführt.
- Auch Bauarten mit Waagebalken, Flüssigkeitshorizont, Elektrolytlibelle etc. sind vertreten. Die Genauigkeiten reichen von 0,1″ bis 1″ (Geodäsie) bis etwa 0,1° in Bauwesen und Geotechnik.